# Кастел ди Сете (Кјети)
Кастел ди Сете (итал. Castel di Sette) је насеље у Италији у округу Кјети, региону Абруцо.
Према процени из 2011. у насељу је живело 29 становника. Насеље се налази на надморској висини од 66 м.